# Cosme de Acuña
Cosme de Acuña (La Corogne, c. 1758 — Constantinople, ap. 1814 ?) est un peintre espagnol.

## Biographie

### Formation
Cosme Acuña Troncoso naît à La Corogne vers 1758. Selon Manuel Ossorio y Bernard, il serait né en 1760, mais des études plus récentes ont permis de préciser la date de 1758. Il existe aussi un doute sur son nom complet : il apparaît en effet enregistré le 18 mai 1775 à l'Académie royale des beaux-arts de San Fernando comme Cosme Acuña Varela.

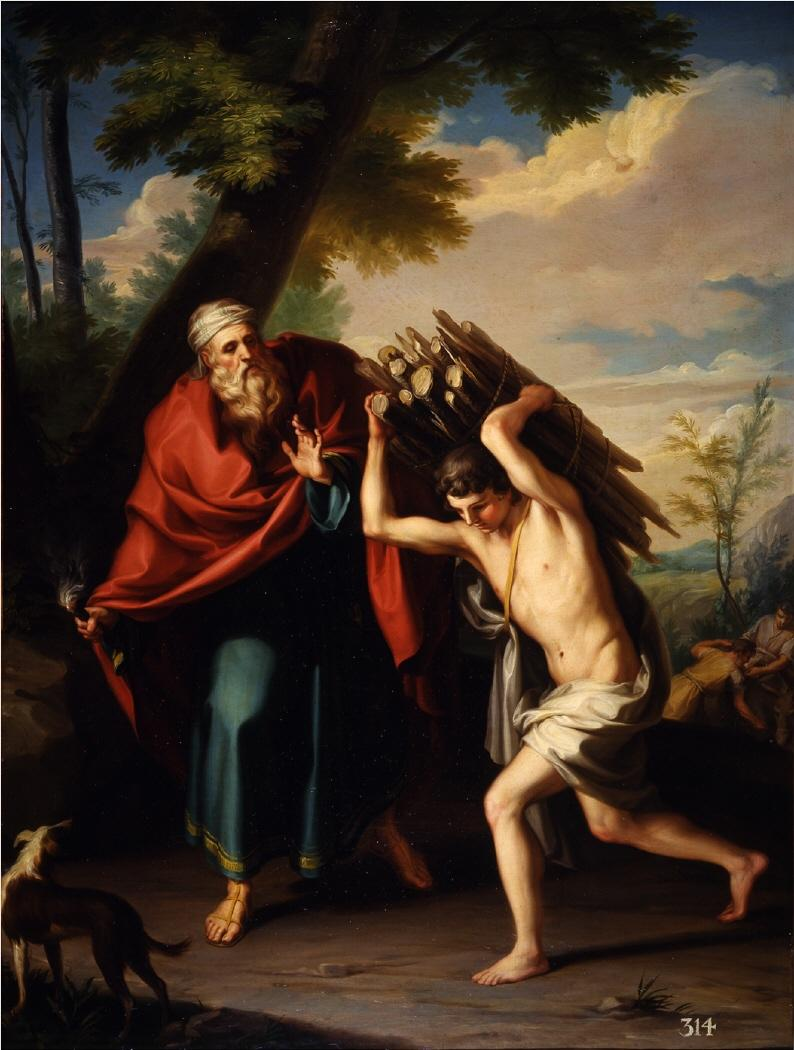
Abraham e Isaac camino del sacrificio (1781, Académie royale des beaux-arts de San Fernando, Madrid).

À l'Académie de San Fernando, on ignore auprès de qui il a été formé. Il remporte un prix à l'âge de 18 ans et participe régulièrement à des concours sans succès notable. Il remporte néanmoins en 1781 le deuxième prix du concours de peinture de première classe, consistant à peindre pour l'« épreuve de rapidité » (« prueba de repente ») Teresa Enríquez (es), une dame d'Isabelle la Catholique, aidant les blessés lors de la conquête de Grenade, et pour l'« épreuve de réflexion » (« prueba de pensado ») une allégorie de la naissance du prince héritier située dans la forêt d'El Pardo, selon la proposition détaillée formulée par Francisco Bayeu. En 1785, il présente une toile avec l'histoire d'Abraham et d'Isaac (Abraham e Isaac camino del sacrificio, conservé au musée de l'Académie) pour être admis comme académicien de mérite, ce qui est accordé à l'unanimité, et dans sa demande, il déclare avoir dessiné les figures d'après nature.

### Directeur de peinture en Nouvelle-Espagne
En 1786, Cosme de Acuña se porte candidat au poste de directeur de la peinture à l'Académie de San Carlos de Mexico, créée en 1783 en Nouvelle-Espagne dans l'actuel musée national des Cultures (es), avec le soutien de José de Gálvez, qu'Acuña a représenté avec d'autres membres de sa famille pour le récompenser ; il remplace Agustín Esteve, initialement sélectionné après un concours organisé à l'Académie de San Fernando, et accompagne Ginés Andrés de Aguirre (es), avec qui il partage le poste. Acuña et les autres artistes envoyés d'Espagne se heurtent immédiatement aux manières dictatoriales de Jerónimo Antonio Gil (es), directeur de la Monnaie mexicaine et promoteur de son académie. En 1788, Acuña et sa femme, Francisca Reggio, accueillent dans leur maison José Arias, directeur de la sculpture, qui a perdu la raison à cause de ces disputes et de la dureté de la vie dans le Nouveau Monde. Aguirre, se sentant « prisonnier » de Gil, rentre immédiatement en Espagne ou n'honore pas ses fonctions, ce qui augmente la charge de travail d'Acuña, qui se plaint dans une lettre à Antonio Ponz d'être obligé de travailler matin, midi et soir. Ne pouvant travailler pour des particuliers, Acuña demande en 1790 au roi l'autorisation de rentrer en Espagne, menaçant même de se suicider s'il n'est pas autorisé à quitter l'Académie mexicaine qu'il qualifie de « Maison de la Confusion et des Imbroglios, ou Maison de Gil » (« Casa de Confusión y Enredos o Casa de Gil », en référence au fait que Gil travaillait pour la Casa de la Moneda de México).
Pendant cette période, il peint néanmoins de nombreux portraits et laisse un nombre considérable d'œuvres au Mexique, dont le cycle iconographique aujourd'hui disparu de la coupole de la chapelle du Sagrario Metropolitano (es), où il a représenté le Baptême du Christ (dans Bautismo de Cristo), Augustin d'Hippone (San Agustín de Hipona), L'Empereur Constantin (El emperador Constantino) et Philippe de Jésus (San Felipe de Jesús). La peinture mexicaine du tournant du XIXe siècle doit beaucoup à l'art d'Acuña, très estimé comme portraitiste et qui a formé plusieurs des plus importants peintres de l'époque, dont José María Vázquez, José Antonio de Castro et Ramón de Torres (d). Ses élèves Vicente Cerdá et Atanasio Echevarría sont restés au service de la Couronne en tant que dessinateurs scientifiques au Jardin botanique de Mexico et dans diverses expéditions scientifiques.

### Retour en Espagne
De retour à Madrid en 1791, il peint trois tableaux pour la Bolivie, qui sont exposés au public au couvent des Carmelitas Descalzas (es) à Madrid avant d'être exportés, ainsi que deux autres tableaux, l'un de José del Castillo et l'autre de Gregorio Ferro, destinés au même usage. Il s'agit probablement des toiles conservées dans les autels de l'église de Santo Tomás à Cochabamba, avec les thèmes de Tobie et l'Ange (Tobías y el ángel), Saint Joseph (San José) et Saint Jean de la Croix (San Juan de la Cruz), qui avaient déjà été imités à plusieurs reprises en Bolivie, où ils ont joué un rôle important dans la diffusion des styles néoclassiques dans toute l'Amérique. En 1792, on lui confie la direction des étudiants de l'Académie mexicaine qui avaient obtenu une bourse pour poursuivre leurs études à Madrid.
Lorsque Francisco de Goya est nommé directeur de la peinture à l'Académie de San Fernando en 1795, Acuña se voit confier le poste de lieutenant de peinture laissé vacant par le peintre aragonais. Un an plus tard, il se porte candidat et est nommé peintre de chambre, mais en 1799, il doit demander à quitter ses classes car il souffre d'une « fluxion oculaire » aggravée par d'autres affections qui lui donnent un caractère aigri. En novembre 1806, lors d'une réunion du conseil de l'Académie, il se dispute avec Mariano Salvador Maella, qu'il finit par agresser avec un bâton, ce qui lui vaut d'être condamné par Charles IV, à deux ans de bannissement de Madrid et à être démis de toutes ses fonctions à l'Académie.

### Exil à Avila, en France puis en Italie
D'Ávila, il demande l'autorisation de revenir à Madrid, mais, à la surprise générale, il s'échappe à Bayonne, en France, d'où il écrit à Manuel Godoy une longue lettre dans laquelle, avec des signes évidents de troubles mentaux, il lui fait part de la « maladie nerveuse » dont il dit souffrir depuis sept ans et lui demande la permission de se rendre à Paris pour prendre les mesures des sculptures Vénus de Médicis et du groupe du Laocoon. En 1807, l'ambassade d'Espagne à Rome rapporte que Cosme Acuña y est arrivé « dans l'état le plus fatal de folie et de misère ».
Un an plus tard, en mai 1808, alors qu'on essaye de lui trouver une maison de prêtre, il s'échappe de Rome sans que personne sache où il va, bien qu'on suppose qu'il se dirige vers la Turquie. En juin 1814, sa femme, qui est très pauvre, demande au roi de l'aider. De ses informations, on peut déduire qu'à cette date son mari est encore en vie, dont elle avait reçu des nouvelles de son passage à Bordeaux, Paris et Rome, et « dernièrement à Londres toujours contrarié dans les lunes mais se faisant connaître avec des œuvres dans la classe de Peintre et Sculpteur et niant être un Espagnol ».